# 1-й Голутвинский переулок
1-й Голу́твинский переу́лок — улица в центре Москвы на Якиманке между улицей Большая Якиманка и 3-м Голутвинским переулком.

## История

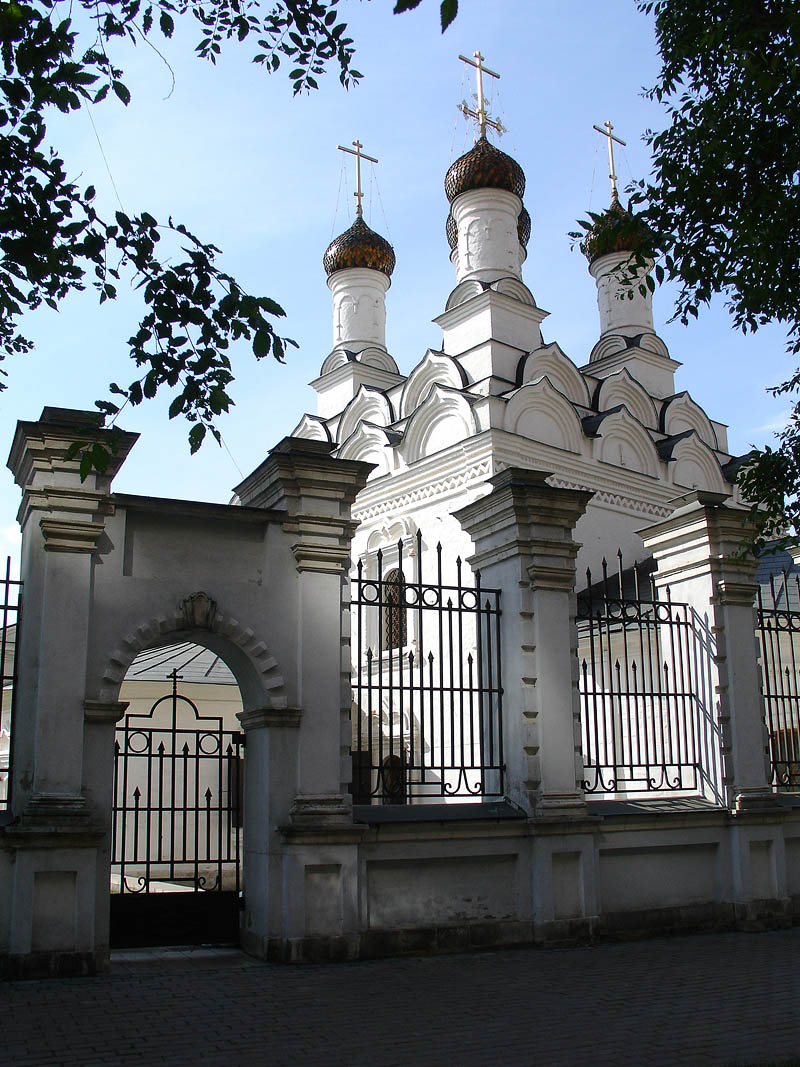
Храм Святителя Николая в Голутвине (№ 14).

Название Голутвинских переулков известно с XIX века. Здесь находилась Голутвинская или Голутвина слобода. В завещании Ивана III (1504 г.) сказано: «а сыну своему Андрею даю на Москве за рекою слободу Колычевскую да монастырь Рождество Пречистые на Голутвине». Переулок назван по подворью коломенского Голутвина монастыря (в летописи Голутвинский двор монастыря назван уже под 1472 год), который, видимо, наименован по урочищу Голутвино (Голутва — «просека, вырубка в лесу» — от слова голый, без растительности).

## Описание
1-й Голутвинский переулок начинается от Большой Якиманки, проходит на юго-запад параллельно Якиманской набережной, справа к нему примыкает 4-й Голутвинский переулок, заканчивается на 3-м.

## Здания и сооружения
По нечётной стороне:
- № 3/5, строение 1 — Доходный дом (1908, архитектор А. М. Калмыков), сейчас — Гипрогеолстрой;

По чётной стороне:
- № 2/10, стр. 2 — Административное здание МТС (2004, архитекторы А. Иванов, В. Балутин)[1]
- № 6 — Многофункциональный комплекс с автостоянкой (2002, архитекторы М. Леонов, А. Щукин, Р. Помозов, В. Алексеев, конструктор А. Александрова)[1][2]
- № 8 — Голутвинская ткацкая мануфактура (1911, архитектор А. М. Калмыков)[3]
- № 10/8 — Усадьба Рябушинских (1-я треть — 2-я половина XIX в.)  памятник архитектуры (федеральный) Главный дом (перв. треть XIX в.) представляет собой двухэтажный объём, который завершается мезонином с фронтоном над портиком четырёх тосканских пилястр, расположенным над первым более низким (в сравнении с парадным — вторым) этажом. Монументальность облика достигается чисто архитектурными средствами, лепной декор отсутствует. Дом принадлежал известным московским предпринимателям Рябушинским.[4]
- № 14 — Церковь Николая Чудотворца в Голутвине.
- № 16 стр. 1 — Дом Третьяковых (кон. XVIII в.)  памятник архитектуры (региональный) Построен в 1791 году, с 1795 года принадлежал купцам Третьяковым. В доме родились Павел Михайлович и Сергей Михайлович Третьяковы, знаменитые меценаты и коллекционеры, создатели выдающихся собраний русской и иностранной живописи.